# Kamienka (powiat Humenné)
Kamienka – wieś (obec) na Słowacji położona w kraju preszowskim, w powiecie Humenné. Pierwsze wzmianki o miejscowości pochodzą z roku 1451.
Według danych z dnia 31 grudnia 2010, wieś zamieszkiwały 564 osoby, w tym 276 kobiet i 288 mężczyzn.
W 2001 roku rozkład populacji względem narodowości i przynależności etnicznej wyglądał następująco:
- Słowacy – 91,40%
- Czesi – 0,18%
- Romowie – 4,48%
- Ukraińcy – 0,36%